# 长足板蟹
长足板蟹（学名：Petalomera longipedalis）为绵蟹科板蟹属的动物。在中国大陆，分布于海南等地，多栖息于海水。该物种的模式产地在海南三亚西洲岛。